# ليندون هاردي
ليندون هاردي (بالإنجليزية: Lyndon Hardy)‏ (1941)؛ روائي أمريكي.